# Carolina Venegas
Carolina Paola Venegas Morales (* 28. September 1991 in San José) ist eine costa-ricanische Fußballspielerin.

## Karriere

### Vereine
Sie begann ihre Karriere bei der Saprissa FF und spielte dann in der Saison 2015/15 in Spanien beim Madrid CFF. Danach kehrte sie zu Saprissa zurück und war danach im Jahr 2017 kurzzeitig bei Santa Clarita Blue Heat in der UWS aktiv, wo sie fünf Einsätze hatte. Zur Spielzeit 2017/18 kehrte sie dann aber nach Europa zurück und unterschrieb diesmal bei Sporting Lissabon in Portugal. Nach nur einer Saison hörte sie dann hier aber auch wieder auf und kehrte ein weiteres Mal nach Saprissa zurück. Zur Saison 2022/23 schloss sie sich dann in Mexiko nochmal Atlas Guadalajara an, nach dieser Saison kehrte sie nun aber schon zum dritten Mal wieder zu Saprissa zurück und unterschrieb hier einen Vertrag bis 2025.

### Nationalmannschaft
Mit der costa-ricanischen U20 nahm sie an der CONCACAF Meisterschaft 2010 und der Weltmeisterschaft 2010 teil. Bei letzterer erzielte sie in ihren drei Einsätzen eines der zwei Tore im Turnierverlauf der Mannschaft.
Ihren ersten bekannten Einsatz für die costa-ricanische Nationalmannschaft hatte sie in der Qualifikation für die Weltmeisterschaft 2011 bei einem 2:0-Sieg über Honduras am 28. April 2010, bei dem sie in der Startelf stand. Später nahm sie mit ihrer Mannschaft auch noch an den Panamerikanischen Spielen 2011, der Qualifikation für das Olympiaturnier der Spiele 2012 und dem Gold Cup 2014 teil, wo sie mit ihrer Mannschaft das Finale erreichte. Später im Jahr war sie dann auch noch bei den Zentralamerika- und Karibikspielen 2014 dabei.
Sie wurde für den Turnier-Kader bei der Weltmeisterschaft 2015 nominiert und kam bei zwei der Partien zum Einsatz. Später nahm sie an den Panamerikanischen Spielen 2015 teil.
Danach folgten über mehrere Jahre nur noch Einsätze bei Freundschaftsspielen und nach der Qualifikation auch die Teilnahme an der Endrunde der W Championship 2022, wo sie auf drei Einsätze kam.